# Instytut Polsko-Skandynawski
Instytut Polsko-Skandynawski – instytucja naukowa istniejąca w Kopehnhadze od 1985 roku. 

## Historia i działalność
Instytut Polsko-Skandynawski w Kopenhadze powołany został 3 października 1985 w Kopenhadze jako fundacja. Akt założycielski  podpisali: dr Tadeusz Głowacki (fundator), Emil Ashřj i Eugeniusz S. Kruszewski, który został jego dyrektorem. Zgodnie ze statutem IPS posiada charakter stowarzyszenia naukowego z Radą Naukową do kompetencji której należy powoływanie 15 członków zwyczajnych i 10 członków korespondentów. Zadaniem Instytutu Polsko-Skandynawskiego jest inspirowanie, prowadzenie i popieranie badań naukowych w zakresie stosunków polsko-skandynawskich, organizowanie konferencji naukowych oraz działalność wydawnicza. Do Instytutu włączono pracownię naukową w Kopenhadze (istniejącą od 1971), wydawnictwo „Kronika” w Sztokholmie (istniejące od 1972 roku), archiwum i bibliotekę  w Kopenhadze. Instytut zrzesza naukowców polskich na emigracji jak i naukowców z uniwersytetów skandynawskich (Joergen Morgensen). Po 1990 roku jego członkami są też naukowcy z Polski, zajmujący się problematyką skandynawską. Instytut wydaje pismo Rocznik Instytutu Polsko-Skandynawskiego oraz opracowania monograficzne. Od 1995 roku przyznawana jest Nagroda im. Stanisława Sawickiego za prace dotyczące związków Polski z krajami skandynawskimi.  W archiwum Instytutu przechowywane są materiały dotyczące polskiego wychodźstwa w Skandynawii. Instytut od 1990 roku współpracuje z uniwersytetami w Polsce, głównie z katedrami skandynawistyki. Organizuje również konferencje naukowe. Placówka prowadzi też ewidencję grobów poległych żołnierzy Polskich Sił Zbrojnych w państwach skandynawskich.